# Антероградная трассировка
В нейробиологии антероградная трассировка — исследовательский метод, который используется для трассировки аксонов из точки их источника (тела клетки или сомы) в точку назначения (синапс). Есть дополнительная техника ретроградной трассировки, для трассировки аксонов из их назначения в их источник (то есть от синапса к телу клетки). Обе техники — антероградная и ретроградная трассировка основаны на визуализации биологического процесса аксонного транспорта.
Антероградная и ретроградная трассировки позволяют детально описать нейронный пути из одного нейрона или определенной популяции нейронов к их разным целям через нервную систему. Эти методы позволяют картировать соединения между нейронами например в таком органе как глаз или внутри мозга. Многие результаты нейроанатомии были открыты с использованием методов антероградной и ретроградной трассировки.

## Техника
Есть несколько методов для нахождения путей аксонов от тела нейрона к их цели. Эти методы сначала основывались на прямой физической инъекции разнообразных молекул-маркеров (например зеленого флуоресцентного белка, липофильного красителя или радиоактивно помеченных аминокислот) в мозг. Эти молекулы поглощаются различными нейронами и транспортируются к аксонам, или они поглощаются аксоном и транспортируются к телу нейрона. Другие молекулы-маркеры позволяют визуализировать большие сети аксонных путей которые исходят от нейронов получивших маркер.
За последние годы были разработаны вирусные векторы и реализованы в виде антероградных индикаторов.
В качестве ещё одной стратегии исследования нейронов, для определения трассировки через несколько нейронов используются генетические или молекулярные индикаторы.